# Гадяцький землетрус
Землетрус у Гадяцькому районі Полтавської області — коровий землетрус тектонічного походження на території слабосейсмічної Дніпрово-Донецької западини, який стався о 07:56 (за місцевим часом) 3 лютого 2015 року.
За даними Європейського середземноморського сейсмологічного центру (EMSC) магнітуда землетрусу склала 4,6 бала, епіцентр знаходився за 35 кілометрів на північний схід від м. Гадяча, поблизу села Василівки в Сумській області на глибині 10 км. Сила поштовхів в епіцентрі землетрусу досягала — 6 балів.
Було проведено інструментальне (за даними сейсмостанцій) та макросейсмічне (за даними опитувань і характеру пошкодження будівель) дослідження цього землетрусу. Попередньо було визначено, що максимальна інтенсивність поштовхів була поблизу села Плішивець Гадяцького району Полтавської області. У цій місцевості житлові одноповерхові будинки взялися тріщинами і люди відчували землетрус навіть на вулиці. Також повідомлялося, що в місті Гадячі землетрус був відчутний лише у приміщеннях, а безпосередньо в селі Василівці землетрус силою 4 бали також відчувався тільки в приміщеннях, пошкодження спорудам — завдано не було.
Водночас вчені Інституту геофізики ім. С.І. Субботіна НАН України ретельно дослідили передумови, причини та наслідки макросейсмічних проявів, а саме землетрусу 3 лютого 2015 року в Дніпрово-Донецькій западині, адже згідно з картою загального сейсмічного районування території України, аналогічний землетрус у цій зоні міг виникнути 1 раз на 5000 років. Результати дослідження того ж року було викладено в науковому виданні "Геологія". 
На думку вчених, природа походження Гадяцького землетрусу є — коровий землетрус тектонічного походження, що підтверджується величиною глибини вогнища, яка унеможливлює техногенні причини або тригерні ефекти. Глибина вогнища встановлена за часом вступів глибинних фаз на зареєстрованих сейсмограмах. Автори зазначили, що на території Дніпрово-Донецької западини і в суміжних районах недостатньо розвинута мережа сейсмічних станцій України. Найближче до епіцентру досліджуваного землетрусу розташована сейсмічна станція "Полтава". Далі в межах України, за віддаленістю від епіцентру, знаходиться станція "Кривий Ріг", наступна станція, дані якої вони використали, — це "Львів" та румунська станція "MLR". Записи події, отримані на цих станціях, оброблялися із застосуванням частотної фільтрації і аналізу Фур'є для побудови спектрів, будувалися також спектрограми записів. Враховуючи тектонічне походження землетрусу вчені вивчили тектонічну обстановку району, де відбувся землетрус. 
Шляхом аналізу макросейсмічних даних дослідниками було визначене місце прояву максимальної інтенсивності струшувань (6 балів) на поверхні ґрунту 2-ї категорії за сейсмічними властивостями при досліджуваному землетрусі. Були наведені конкретні приклади результатів анкетування та аналізу пошкоджень будинків і споруд у с. Тимофіївці (на той час — Гадяцького району) Полтавської області, яке максимально постраждало в результаті землетрусу. У селі були відчутні два поштовхи землетрусу, опис місцевих жителів був емоційно забарвлений, що свідчить про пережиті хвилювання, викликані землетрусом. Пошкодження будівель в селі також засвідчують значну інтенсивність землетрусу, яка сягнула позначки 6 балів за шкалою MSK-64. Всього опитування і візуальне вивчення результатів  землетрусу було проведено в 13 населених пунктах. У результаті дослідження було зібрано 111 анкет, які були зведені у відповідні таблиці. 